# Schari
Der Schari (in der französischen Schreibweise Chari) ist der 1400 km lange Hauptzufluss des nordafrikanischen Tschadsees.

## Beschreibung
Seine Quellflüsse entspringen zum Teil dem Darfur, der Nordäquatorialschwelle und dem Hochland von Adamaua. Seine wichtigsten Zuflüsse sind der Bahr Salamat/Bahr Azoum, Bahr Aouk, Bahr Sara, Logone und Ouham. Sein ca. 604.000 km² großes Einzugsgebiet wird auch als Schari-Logone-Becken bezeichnet, dieses füllt den größten Teil des südlichen Tschadbeckens aus. Im Einzugsgebiet seiner Zuflüsse liegen unter anderen der Iro-See, das Mare de Tizi, Nationalpark Zakouma, Nationalpark André-Félix, Nationalpark Bamingui-Bangoran und der zum UNESCO-Welterbe gehörende Nationalpark Manovo-Gounda Saint Floris.
Der Bahr Azoum und Salamat durchqueren auf ihrem Weg durch das südliche Tschadbecken eine Ebene, die sie in der Regenzeit des westafrikanischen Monsuns großflächig überschwemmen. Diese Überflutungsebene wurde unter dem Titel Plaines d’inondation des Bahr Aouk et Salamat auf einer Fläche von 49.222 km² zu einem Feuchtgebiet von internationaler Bedeutung erklärt und unter den Schutz der Ramsar-Konvention gestellt. Es ist das weltweit drittgrößte Schutzgebiet der Ramsar-Konvention.
Ab dem Zusammenfluss des Salamat, Azoum und Ouham bei Sarh spricht man eigentlich erst vom Schari, dieser fließt dann generell in nordwestlicher Richtung. Er fließt dann am Nationalpark Manda vorbei und bei Miltou zweigt der Bahr Erguig vom Schari ab. Dieser quert das bedeutende Feuchtgebiet in der Plaine de Massenya, bevor er 400 km flussabwärts sich wieder mit dem Schari vereint.
Bei N’Djamena vereinigt sich der Schari mit seinem bedeutendsten Nebenfluss, dem 960 km langen Logone. Danach bildet der Fluss die Grenze zu Kamerun und mündet etwas weiter nördlich in den Tschadsee.
Etwa 97 km östlich des Schari-Mündungsdeltas hat der Tschadsee in 285 m Meereshöhe eine Überlaufschwelle, wo der Talweg des Wadis Bahr el-Ghazal beginnt, der als Überlaufkanal den maximalen Seepegel begrenzt und in allgemeiner nordnordöstlicher Richtung der tiefsten Senke im Tschadbecken, der Bodélé-Depression zustrebt. Wenn in niederschlagsreichen Jahren der Schari den Tschadsee bis zum Überlaufpegel füllt, bildet der Bahr el-Ghazal eine Fortsetzung des Schari. Dies geschah zuletzt in den Jahren 1962 und 1964, als das Wasser 50 km weit in den Bahr el Ghazal vordrang.
Der Schari ist bedeutend für die lokale fischverarbeitende Industrie, einer seiner beliebtesten Fische ist der Nilbarsch.

## Hydrologie
Die Durchflussmenge des Flusses wurde 58 Jahre lang (1933–91) beobachtet. Ort der Messungen war N’Djamena, die Hauptstadt des Tschad, nicht weit flussaufwärts von der Mündung des Schari in den Tschadsee. Der mittlere jährliche Abfluss betrug in diesem Zeitraum 1.059 m³/s, gespeist von ca. 600.000 km².
Der Schari ist ein sehr großer Fluss, fließt aber sehr unregelmäßig, wie die meisten Flüsse in der Region. In dem Beobachtungszeitraum von 58 Jahren wurde eine minimale Durchflussmenge von 8 m³/s (nahezu komplett trocken) und eine maximale Durchflussmenge von 4.846 m³/s registriert.
- Diagrammdaten:
- Definition |
- Rohdaten |
- Hilfe

Durchschnittlicher monatlicher Abfluss des Schari an der hydrologischen Station von  N'Djamena (in m³/s) (1933–91)

## Weiteres
Der Fluss wird im Text der kamerunischen Nationalhymne erwähnt.